# Francis Fukuyama
Francis Yosihiro Fukuyama (Chicago, Illinois, 1952. október 27. –) amerikai politológus, politikai közgazdász, nemzetközi kapcsolatok kutató, és író.
Fukuyama legismertebb műve A történelem vége és az utolsó ember (1992), amelyben azt állítja, hogy a liberális demokráciák és a szabadpiaci kapitalizmus világszintű elterjedése, valamint a Nyugat életmódja jelentheti az emberiség társadalmi-kulturális evolúciójának és politikai küzdelmeinek végét, mely a társadalmi berendezkedés és az államigazgatás végső formájává válhat, bár ezt a nézetet számos kritika érte. Következő könyvében, a Bizalom (1995) című művében módosította korábbi álláspontját, és elismerte, hogy a kultúrát nem lehet élesen elválasztani a gazdaságtól. Többek között Fukuyama nevéhez is kapcsolható a neokonzervatív mozgalom felemelkedése, amelytől azonban azóta eltávolodott.
Fukuyama 2010 júliusa óta a Freeman Spogli Nemzetközi Tanulmányok Intézet (Freeman Spogli Institute for International Studies) egyik vezető kutatója a Stanford Egyetemen, valamint 2015 és 2021 között a Stanford Egyetem Demokrácia, Fejlesztés és Jogelmélet Központjának (Center on Democracy, Development and the Rule of Law) igazgatói pozícióját töltötte be. 2019 augusztusában kinevezték a Stanford Egyetem Ford Dorsey Nemzetközi Politikai Mesterképzésének (Ford Dorsey Master's in International Policy) igazgatójává.
Ezt megelőzően a Nemzetközi Fejlesztési Program professzora és igazgatója volt a Johns Hopkins Egyetem Haladó Nemzetközi Tanulmányok Intézetében (Paul H. Nitze School of Advanced International Studies). Korábban a George Mason Egyetem Közpolitikai Intézetének (School of Public Policy) professzora volt.
A National Endowment for Democracy által alapított Nemzetközi Demokratikus Tanulmányok Fórumának (International Forum for Democratic Studies) tanácstagja, és korábban a RAND Corporation Politológiai Tanszékének tagja volt. Emellett a Riporterek Határok Nélkül által létrehozott Információ és Demokrácia Bizottság 25 vezető alakjának egyike. 2024-ben megkapta a Riggs-életműdíjat (Riggs Award for Lifetime Achievement in International and Comparative Public Administration) a nemzetközi és összehasonlító közigazgatás terén nyújtott kiemelkedő teljesítményéért.

## Tanulmányai
A Cornell Egyetemen szerzett B.A. fokozatot klasszika-filológiából, majd a Harvard Egyetemen Ph.D. fokozatot politikatudományból. A cornelli években került kapcsolatba a Telluride Association nevű, fiataloknak képzési programokat szervező nonprofit szervezettel, ahonnan olyan neves értelmiségiek kerültek ki, mint a Nobel-díjas fizikus Steven Weinberg és a külpolitikai és védelmi szakértő, majd botrányos körülmények közt eltávolított Világbank-elnök Paul Wolfowitz.

## Nézetei, munkássága
Korábban neokonzervatívnak tekintett gondolkodó, aki támogatta az amerikai erőfeszítéseket az iraki diktátor Szaddám Huszein eltávolítására, később azonban eltávolodott az amerikai neokonzervatív irányzattól, amely szerinte túl militaristává és erőszakossá vált.
Jelenleg a nemzetközi politikai gazdaságtan professzora és a Nemzetközi Fejlesztési Program igazgatója a Johns Hopkins Egyetem Haladó Nemzetközi Tanulmányok Paul H. Nitze Intézetében (Paul H. Nitze School of Advanced International Studies).

### Írásai
Máig leghíresebb műve 1992-ben megjelent, A történelem vége és az utolsó ember (eredeti angol nyelvű címén The End of History and the Last Man) című könyve, amely 1989-ben megjelent A történelem vége? című esszéjét fejti ki bővebben.
A nagy sajtónyilvánosságot kiváltó vitákat kavart A történelem vége? című esszéje, majd könyve, amelyben a kommunista rezsimek összeomlását követően azt állította, hogy a történelmi haladás, mint ideológiák közti harc tulajdonképpen véget ért, és a hidegháború időszaka, a berlini fal lebontása után a világban a liberális demokrácia uralmának kora következik, a politika és gazdasági liberalizmus elkerülhetetlen győzelmével. Erre érkezett, mintegy válaszként Samuel P. Huntington nagy vihart kavart 1993-as cikke a Foreign Affairs c. szaklapban a civilizációk összecsapásáról, melyet később könyv formájában is megjelentetett (a cikkben még kérdésként feltéve, a könyvben viszont már „tényként” állítva). Huntington szerint a hidegháború végeztével az államok immár nem (politikai) ideológiák alapján fognak szemben állni egymással, hanem kulturális, civilizációs alapon, melyben a liberális demokrácia (a „nyugati civilizáció”) csak egy lesz a sok közül és nem is a legerősebb.
Más jelentős művei: Bizalom. A társadalmi erények és a jólét megteremtése (Trust: The Social Virtues and the Creation of Prosperity, 1995 (Fordította: Somogyi Pál László)) és Poszthumán jövőnk: a biotechnológiai forradalom következményei (Our Posthuman Future: Consequences of the Biotechnology Revolution, 1995).
Poszthumán jövendőnk című könyvében (2003, Budapest, Európa Könyvkiadó) azt vizsgálja, hogy a biotechnológia fejlődése, az információs forradalom mennyiben hat vissza az emberi természetre. Évszázadok során az emberi természet kordában tartására tanítások, illetve intézményes megoldások születtek: pl. vallási tantételek, büntetőjog, állam. A XXI. században azonban lehetőség nyílt arra, hogy minden eddiginél hatékonyabb eszközökkel átalakítsuk az emberi természetet. A szerző a könyvben ennek a folyamatnak a lehetséges kifutásait taglalja. Művében módosít "a történelem vége" hipotézisen, azt fejtegetve, hogy a biotechnológia fejlődése egyre nagyobb teret nyit az emberi evolúció befolyásolására, ami az emberi természet megváltoztatásához vezethet és ezzel a liberális demokráciát fenyegetheti. Egy lehetséges kimenetel, hogy az emberi természet megváltozása radikális egyenlőtlenségekhez vezet, és ebben a vonatkozásban az emberi történelem nem érhet véget, mivel a tudomány és a technika fejlődése sem ért véget.
Fő művei közt említik The Great Disruption: Human Nature and the Reconstruction of Social Order című könyvét (1999) is, melyben azt elemzi, hogy miből származnak az emberi normák. Arra jut, hogy az ipari korból az információs korba való átmenet okozta kitérő normális és a szociális normák és szabályok létezésére irányuló emberi igény korrigálni fogja a félresiklott folyamatokat.
Fukuyama szakítását a neokonzervatív felfogással jelzik az új érdeklődésének megfelelő új publikációi. Államépítés – Kormányzás és világrend a 21. században (Századvég Kiadó, 2005). "Államépítésen új kormányintézmények kialakítását és a már meglévők megerősítését értjük. Ebben a könyvben amellett érvelek, hogy az államépítés minden társadalom számára az egyik legfontosabb kérdés, hiszen a gyenge vagy elbukott államok a Föld legégetőbb problémáinak szolgálnak táptalajul, például a szegénységnek, az AIDS-nek, a drogfogyasztásnak, a terrorizmusnak. Fontos kérdés továbbá, hogy az erős intézmények hogyan gyökereztethetők meg a fejlődő országokban. Erről keveset tudunk, annak ellenére, hogy magáról az államépítésről elegendő információval rendelkezünk. Azt tudjuk, hogy az államhatárok átívelésével hogyan juttassunk pénzügyi forrásokat valahová, a jól működő közintézmények azonban már olyan sajátos észjárást igényelnek, és olyan összetett módon működnek, hogy ez megnehezíti egy másik országbeli meghonosításukat. Ezért szükséges jóval több gondolatot, figyelmet és kutatást szentelni ennek a témának"
Legújabban a politikai rend eredetéről publikál. A politikai rend eredete (ford. Pető Márk, Akadémiai Kiadó, Budapest, 2011) c. munkájában, hatalmas forrásanyagot felhasználva a világtörténelmet tekinti át, az államok felemelkedésének folyamatára helyezve a hangsúlyt. Ez szakítást jelent korábbi neoliberális álláspontjához képest, mivel kiemeli, hogy csak azok az államok lehetnek sikeresek, melyek erősen centralizáltak. A centralizáció egyik előfeltételének pedig a sikeres nemzetépítést tartja. Összehasonlító elemzésében kimutatja, hogy Magyarország azért szakadt le a centrumországoktól, mert itt a feudalizmus, a feudális bárók képesek voltak megakasztani az állami központosítást. A magyar társadalomfejlődés biztató kezdetek, mint pl. az Aranybulla után részben ott siklott ki, hogy az Aranybullát kikényszerítő, későbbi köznemességgé váló csoportok összefogtak a királyi államépítéssel szemben a főurakkal.
"Egyetlen dolgot szerettem volna csupán illusztrálni azzal, hogy ilyen részletesen foglalkozom a magyar esettel: azt, hogy erős, összetartó és jól felfegyverzett civil társadalom, amely képes ellenállni a központi kormányzat hatalmának, nem feltétlenül tudja kivívni a politikai szabadságot, mint ahogy erre egy olyan alkotmányos rendszer sem mindig képes, amely szigorú korlátok közé szorítja a végrehajtó hatalmat. A Magyar Királyságra igazak voltak mindezek a jellemzők, mégis sikerült oly mértékben aláásnia a központi hatalmat, hogy az ország nem volt képes megvédeni magát a közvetlenül fenyegető külföldi ellenségtől. Hasonló helyzet alakult ki Lengyelországban, ahol a gyenge királyokat a nemesi tanács irányította; két évszázaddal a Magyar Királyság után Lengyelország is elvesztette nemzeti függetlenségét" 2014-ben megjelent a kötet 2. része is, Political Order and Political Decay címmel.

## Családja
Felesége Laura Holmgren. Három gyermekük van. Szabadidejében kedvenc időtöltése a fotózás és bútorkészítés.

## Magyarul megjelent művei
- A történelem vége és az utolsó ember, fordította: Somogyi Pál László, jegyzetek fordítása: M. Nagy Miklós, Európa, Budapest, 1994
- Bizalom – A társadalmi erények és a jólét megteremtése, fordította: Somogyi Pál László, Európa, Budapest, 1997
- A Nagy Szétbomlás – Az emberi természet és a társadalmi rend újjászervezése, fordította: M. Nagy Miklós, Európa, Budapest, 2000 (Memoria mundi)
- Poszthumán jövendőnk – A biotechnológiai forradalom következményei, fordította: Tomori Gábor, Európa, Budapest, 2003
- Államépítés – Kormányzás és világrend a 21. században; ford. Kitta Gergely; Századvég, Budapest, 2005
- Amerika válaszúton – Demokrácia, hatalom és neokonzervatív örökség, fordította: Tomori Gábor, Századvég, Budapest, 2006
- Európa, Amerika, politika, fordította: Koi Gyula, In: Jogi Tudósító, 36. évf. (2005), 12. sz., 13-14. o.
- A nemzetközi akció paradoxonától a vállalati etikai kódexekig – EU kontra USA I., fordította: Koi Gyula, In: Jogi Tudósító, 37. évf. (2006), 11. sz., 23-24. o.
- A nemzetközi akció paradoxonától a vállalati etikai kódexekig – EU kontra USA II., fordította: Koi Gyula, In: Jogi Tudósító, 38. évf. (2007), 2. sz. , 32-32. o.
- A politikai rend eredete – Az ember előtti időktől a francia forradalomig, fordította: Pető Márk, Akadémiai, Budapest, 2012 (JelenLét)
- A történelem vége és az utolsó ember; ford. Somogyi Pál László, Ábrahám Zoltán, M. Nagy Miklós; Európa, Budapest, 2022
- A liberalizmus vesszőfutása; ford. Bojtár Péter; Európa, Budapest, 2024